# 玄朗
玄朗（673年—754年），字慧明，号左溪，世稱左溪玄朗，婺州乌伤（浙江义乌）人，唐朝佛教高僧，天台宗八祖。

## 生平
玄朗为傅大士六世孫。武后如意元年（692年）住东阳清泰寺，后受具足戒，研究律学、并博览《涅槃经》，并到会稽妙喜寺与印宗法师研究禅要，后从慧威学《法华经》、修习止观。
后居於左溪山，深居简出，达三十余年。开元十六年（728年），应婺州刺史王正容邀请暂时到城市居住，后以疾辞还山。门下有湛然、法融、理应等名僧。天宝十三年圆寂。吳越王諡號“明覺尊者”。

## 師承
- 天宫慧威

## 弟子
- 湛然
- 法融

## 外部連結
- 禪門驪珠集 43 左溪玄朗 （页面存档备份，存于）